# Atenas 2004 (videojuego)
Atenas 2004 es el videojuego oficial de los Juegos Olímpicos de Atenas 2004, organizado por Atenas, Grecia en 2004. Desarrollado por Eurocom y publicado por Sony Computer Entertainment (Eidos Interactive para PC), fue lanzado para PlayStation 2 y Microsoft Windows.

## Lista de eventos
A continuación se muestra una lista de eventos del juego. De forma predeterminada, todos los eventos están disponibles para ambos sexos a menos que se indique lo contrario:
- Pista
  - Sprints: 100 metros, 200 metros y 400 metros
  - Distancia media: 800 metros y 1500 metros
  - Vallas: 100 metros vallas para mujeres y 110 metros vallas para hombres.
- Campo
  - Salto: salto de longitud, triple salto, salto de altura y salto con pértiga
  - Lanzamiento: lanzamiento de disco, lanzamiento de jabalina y lanzamiento de bala
- Natación
  - 100 metros braza, estilo libre, espalda y mariposa
- Gimnasia (solo versión PS2)
  - Artístico: ejercicio en el suelo (juego separado para hombres y mujeres), Anillas (solo hombres) y salto
- Ecuestre (solo versión PS2)
  - Saltos (evento de género mixto)
- Levantamiento de pesas
  - +105 kg. Dos tiempos (solo hombres)
- Tiro al arco
  - 70 m individual (solo mujeres)
- Disparo
  - Tiro al plato (solo hombres)

## Naciones jugables

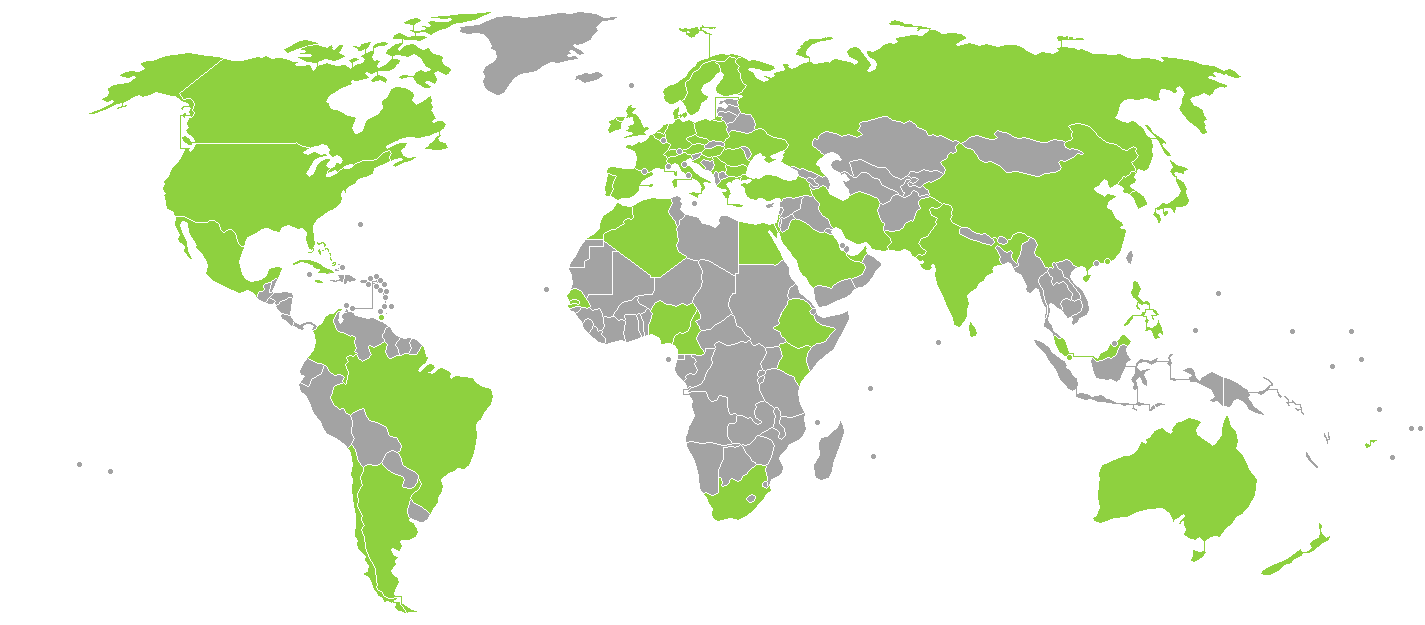
Países jugables

Se pudo jugar un récord de 64 países en el juego. Son:
| - Alemania - Arabia Saudita - Argentina - Australia - Austria - Bahamas - Bélgica - Brasil - Bulgaria - Camerún - Canadá - Chile - China | - Colombia - Corea del Norte - Corea del Sur - Croacia - Cuba - Dinamarca - Egipto - Emiratos Árabes Unidos - España - Estados Unidos - Etiopía - Filipinas - Finlandia | - Fiyi - Francia - Gambia - Reino Unido - Grecia - Hungría - India - Irán - Irlanda - Israel - Italia - Jamaica - Japón | - Kenia - Malasia - Macao - México - Nigeria - Noruega - Nueva Zelanda - Países Bajos - Pakistán - Turquía - Polonia - Portugal - República Checa | - Rumania - Rusia - Senegal - Serbia y Montenegro - Singapur - Sri Lanka - Sudáfrica - Suecia - Suiza - Trinidad y Tobago - Ucrania |

## Recepción
La versión para PlayStation 2 de Atenas 2004 recibió críticas "mixtas", mientras que la versión para PC recibió críticas "desfavorables", según el sitio web de agregación de reseñas Metacritic. En Japón, donde la versión de PS2 fue portada para su lanzamiento el 29 de julio de 2004, Famitsu le dio una puntuación de uno siete, dos seis y uno siete para un total de 26 de 40.